# Міжштатна автомагістраль 30
Міжштатна автомагістраль 30(Interstate 30, I-30) — міжштатне шосе довжиною 366,76 миль (590,24 км) у південних штатах Техас і Арканзас у Сполучених Штатах. I-30 рухається від I-20 на захід від Форт-Верта, Техас, на північний схід через Даллас і Тексаркана, Техас, до I-40 у Норт-Літл-Рок, Арканзас. Шосе проходить паралельно шосе США 67 (US 67), за винятком частини на захід від центру Далласа (колись була частиною I-20). Між кінцевими станціями I-30 має розв'язки з I-35W, I-35E та I-45. I-30 відома як автомагістраль Тома Лендрі між I-35W і I-35E, у центрі метрополітену Даллас — Форт-Верт.